# Mafana lajonquierei
Mafana lajonquierei là một loài bướm đêm trong họ Noctuidae.